# Edgar Hilsenrath
 (décembre 2018).
Si vous disposez d'ouvrages ou d'articles de référence ou si vous connaissez des sites web de qualité traitant du thème abordé ici, merci de compléter l'article en donnant les références utiles à sa vérifiabilité et en les liant à la section « Notes et références ».
Edgar Hilsenrath, né le 2 avril 1926 à Leipzig (Saxe, Allemagne) et mort le 30 décembre 2018 à Wittlich, (Rhénanie-Palatinat, Allemagne), est un écrivain allemand, connu avant tout pour ses romans Nuit (Nacht, 1964), Le Nazi et le Barbier (Der Nazi & der Friseur, 1977) et Le Conte de la pensée dernière (Das Märchen vom letzten Gedanken, 1989).

## Biographie
Edgar Hilsenrath naît en Allemagne en 1926 dans une famille de commerçants juifs. Il grandit à Halle. À l’avènement du nazisme en janvier 1933, la situation familiale change : brimades à l'école, confiscation des biens... Le père cherche vainement à obtenir un visa pour les États-Unis. En effet, depuis 1920, il existe dans ce pays un système de quotas limitant l'entrée des immigrants européens. Avant « la nuit du pogrom du Reich » en 1938, il s'enfuit avec son jeune frère et sa mère chez ses grands-parents à Siret en Bucovine, Roumanie. Le père a tout d'abord l'intention de les rejoindre, ce que la déclaration de guerre rend impossible ; il gagne la France où il reste pendant toute la guerre. En 1941, Edgar Hilsenrath, son frère et sa mère, ainsi que tous les camarades et leurs parents de Sereth, sont déportés dans le ghetto roumain de Mogilev-Podolsk, qui se trouve aujourd'hui en Ukraine. Lorsque le ghetto est libéré en mars 1944 par les troupes russes, Hilsenrath se rend à pied à Sereth et, de là, gagne Tchernivtsi. Avec l'aide de l'organisation de Ben Gourion, Hilsenrath, ainsi que de nombreux juifs survivants, tous munis de sauf-conduits étrangers, gagne la Palestine. Pendant le voyage, aussi bien qu'en Palestine même, il lui arrive souvent de se retrouver en prison, mais, chaque fois, il recouvre peu après la liberté. En Palestine, il vit de petits jobs, mais, ne se sentant pas chez lui, se résout en 1947 à rejoindre en France sa famille, qui s'y était dans l'intervalle retrouvée réunie. 
Au début des années cinquante, la famille entière émigre à New York. Là, Edgar Hilsenrath subvient à ses besoins à l'aide de petits boulots tout en écrivant son premier roman, Nuit, dont la première publication rencontre de sérieuses difficultés, car la direction de la maison d'édition, effrayée par la crudité du texte, retire le livre de la vente peu de temps après sa parution (voir la note sur la critique acerbe de Raddaz, rubrique « Littérature »). Le roman suivant, Le Nazi et le Barbier, qui a fait connaître Hilsenrath en tant qu'écrivain aussi bien en Allemagne que dans le monde entier, est conçu pendant un long séjour à Munich. 
En 1975, Edgar Hilsenrath revient définitivement en Allemagne afin de s'immerger dans la langue allemande. Il s'installe à Berlin où il réside longuement. Il décède le 30 décembre 2018 à l’hôpital de Wittlich des suites d'une pneumonie.

## Carrière littéraire
Depuis son premier roman Nuit, dans lequel Edgar Hilsenrath relate avec un réalisme cruel son expérience en tant que survivant du ghetto, il prend la Shoah comme thème central sans jamais porter une seule accusation directe ni dépeindre les criminels et les victimes en noir et blanc, le but de son œuvre entière étant d'écrire contre l'oubli. En revanche, dans le reste de son œuvre, il est passé à des formes d'expression plus vigoureuses, qui tiennent le lecteur à distance, comme la satire, le grotesque ou le conte. 
À propos de son roman Le Nazi et le Barbier, le magazine Der Spiegel écrit: « ... une satire sur les juifs et les SS. Un roman picaresque, grotesque, étrange et parfois d'une cruelle sobriété qui évoque avec humour noir une sombre époque ». L'histoire met en scène un Allemand dénommé Max Schulz qui participe allègrement à la furie meurtrière de ses compatriotes après avoir rejoint la SS puis, après la défaite, usurpe l'identité de son ami d'enfance, Itzig Filkenstein, se rend en Israël et devient un sioniste fanatique... Le livre, écrit en 1968-1969, n'est publié en Allemagne qu'après avoir été publié en 1971 avec succès aux États-Unis dans la traduction anglaise sous le titre The Nazi and the Barber. A Tale of Vengeance. Après que le manuscrit a été refusé par plus de 60 maisons d'édition allemandes, il paraît enfin dans les derniers jours d'août 1977 chez un petit éditeur de Cologne, Helmut Braun. La première édition (10 000 exemplaires) est vite épuisée, deux autres suivirent rapidement. Le livre fut très positivement accueilli par Heinrich Böll, entre autres, dans Die Zeit du 9 décembre 1977, et plus de 250 000 exemplaires se vendirent en Allemagne[réf. nécessaire]. Le livre est édité dans 22 pays et en 16 langues. 
Dans le roman Le Conte de la pensée dernière, paru en 1989 et pour lequel Hilsenrath reçoit le Prix Alfred Döblin, l'auteur s'attaque au problème du souvenir et du récit historique. En décrivant le génocide arménien et en le comparant à la Shoah, il s'élève contre toute forme de violence faite à un peuple et met en garde contre l'oubli. La forme du conte, choisie par l'auteur pour s'attaquer au mensonge, signifie également que l'histoire racontée n'a plus de témoins. Dans beaucoup de livres d'Hilsenrath, émergent nettement des traits autobiographiques, qui sont cependant habituellement repris sous forme de fiction. Son ouvrage autobiographique le moins romancé est paru en 1997 sous le titre Les Aventures de Ruben Jablonski (Die Abenteuer des Ruben Jablonski).
Les œuvres d'Hilsenrath, traduites en 18 langues, se sont vendues dans le monde entier à plus de cinq millions d'exemplaires. Beaucoup de leurs couvertures ont été conçues par Natascha Ungeheuer, une artiste amie d'Hilsenrath. En Allemagne, la plupart de ses ouvrages sont parus aux éditions Piper, qui rend cependant tous ses droits à l'auteur en 2003. De 2003 à 2008, la maison d'édition Dittrich (située d'abord à Cologne et depuis 2006 à Berlin) avec Helmut Braun comme éditeur, publie Les œuvres complètes d'Edgar Hilsenrath en 10 tomes, édition qui, outre ses huit romans, réunit ses récits en prose et articles de presse jusque-là éparpillés (dont Ils battaient la mesure à coups de poing dans le tome 9), ainsi que le tout nouveau roman Terminus Berlin (Berlin … Endstation, 2006) dans le tome 10.

## Œuvre
- Nacht (1964) Publié en français sous le titre Nuit, traduit par Jörg Stickan, Paris, Attila, 2011, 554 p.  (ISBN 978-2-917084-427) ; réédition, Paris, Le Tripode, coll. « Météores » no M02, 2014, 591 p.  (ISBN 978-2-37055-018-7)
- Der Nazi & der Friseur (1977) Publié en français sous le titre Le Nazi et le Barbier, traduit par Marie-Louise Ponty-Audiberti, Paris, Éditions Fayard, 1974, 444 p.  (ISBN 2-213-00020-4) ; réédition dans une nouvelle traduction Jörg Stickan et Sacha Zilberfarb, Paris, Attila, 2010, 510 p.  (ISBN 978-2-917084-17-5) ; réédition, Paris, Points no P2794, 2012, 504 p.  (ISBN 978-2-7578-2853-3) ; réédition, Paris, Le Tripode, coll. « Météores » no M015, 2018, 465 p.  (ISBN 978-2-37055-161-0)
- Gib acht, Genosse Mandelbaum (1979) Publié en français sous le titre Orgasme à Moscou, traduit par Jörg Stickan, Paris, Attila, 2013, 316 p.  (ISBN 978-2-91708-452-6) ; réédition, Paris, Le Tripode, coll. « Météores » no M08, 2017, 316 p.  (ISBN 978-2-37055-124-5)
- Fuck America (1980) Publié en français sous le titre Fuck America, traduit par Jörg Stickan, Paris, Attila, 2009, 291 p.  (ISBN 978-2-917084-06-9) ; réédition, Paris, Points no P2349, 2010  (ISBN 978-2-7578-1802-2) ; réédition, Paris, Pointdeux, 2011  (ISBN 978-2-36394-035-3) ; réédition, Paris, Le Tripode, coll. « Météores » no M07, 2017, 266 p.  (ISBN 978-2-37055-117-7)
- Zibulsky oder Antenne im Bauch (1983)
- Das Märchen vom letzten Gedanken (1989) Publié en français sous le titre Le Conte de la pensée dernière, traduit par Bernard Kreiss, Paris, Albin Michel, coll. « Les grandes traductions », 1992, 478 p.  (ISBN 2-226-05849-4) ; réédition, Paris, LGF, coll. « Le Livre de poche. Biblio » no 3419, 2007, 637 p.   (ISBN 978-2-253-00191-1) ; réédition dans une traduction revue, Paris, Le Tripode, 2014, 549 p.  (ISBN 978-2-37055-048-4)
- Jossel Wassermanns Heimkehr (1993) Publié en français sous le titre Le Retour au pays de Jossel Wassermann, traduit par Christian Richard, Paris, Albin Michel, coll. « Les grandes traductions », 1995, 321 p.  (ISBN 2-226-07970-X) ; réédition, Paris, LGF, coll. « Le Livre de poche. Biblio » no 3432, 2008, 320 p.  (ISBN 978-2-253-08288-0); réédition, Paris, Le Tripode, 2016, 259 p.  (ISBN 978-2-37055-089-7)
- Die Abenteuer des Ruben Jablonski (1997) Publié en français sous le titre Les Aventures de Ruben Jablonski, traduit par Chantal Philippe, Paris, Le Tripode, 2017, 266 p.  (ISBN 978-2-37055-137-5)
- Berlin … Endstation (2006) Publié en français sous le titre Terminus Berlin, traduit par Chantal Philippe, Paris, Le Tripode, 2019, 230 p.  (ISBN 978-2-37055-158-0)
- Sie trommelten mit den Fäusten im Takt (2008) Publié en français sous le titre Nouvelles, traduit par Chantal Philippe, Paris, Le Tripode, 2020, 160 p.  (ISBN 978-2-37055-245-7)

## Prix littéraires
(Liste incomplète)
- 1989 Prix Alfred Döblin (pour Le Conte de la pensée dernière)
- 1992 Prix Heinz Galinski
- 1994 Prix Hans Erich Nossack
- 1996 Prix littéraire Jakob Wassermann
- 1998 Prix Hans Sahl
- 2004 Prix Lion Feuchtwanger
- 2006 Prix national arménien de littérature
- 2006 Docteur honoris causa de l'université d'État d'Erevan